# Alejandro Muro
Alejandro Muro (Montevideo, 9 de junio de 1974) es un exjugador y actual entrenador de baloncesto uruguayo. Como jugador se desempeñó como escolta en varios clubes de Uruguay e Italia, además representó a su país a nivel internacional.

## Trayectoria como jugador

### Clubes
Muro comenzó jugar profesionalmente en Bohemios a sus 16 años. En 1998 dejó al club para jugar en Nacional primero y luego en Defensor Sporting. 
En febrero de 2001 dejó su país por primera vez para actuar en la Legadue de Italia con la camiseta del Scafati Basket. Luego de un trimestre, regresó a Uruguay para fichar con Goes, pero a comienzos de 2002 comenzó su segunda incursión en el baloncesto profesional italiano, sólo que esta vez su estadía en el país europeo se prolongaría por más de ocho años.
En 2010 fue repatriado por el club Aguada. Su actuación en la temporada 2012-13 sería crucial para que su equipo conquiste el título.

### Selección nacional
Muro jugó para la selección de baloncesto de Uruguay en dos ediciones del Campeonato Sudamericano de Baloncesto (2003 y 2004), el Torneo de las Américas de 2003 y el torneo de baloncesto de los Juegos Panamericanos de 2003.

## Trayectoria como entrenador
Desempeñándose como asistente de Leonardo Zylbersztein, Muro ha trabajado en clubes como Hebraica y Macabi y Nacional. 
También asumió el puesto de entrenador principal en 2021, cuando dirigió a 25 de Agosto, y en 2022 y 2023, cuando dirigió a Lagomar, ambos equipos participantes de la Liga Uruguaya de Básquetbol de Ascenso.

## Palmarés
| Año       | Equipo | Título                              |
| --------- | ------ | ----------------------------------- |
| 2012-2013 | Aguada | Campeón Liga Uruguaya de Básquetbol |